# Phylidorea subpoetica
Phylidorea subpoetica là một loài ruồi trong họ Limoniidae. Chúng phân bố ở miền Cổ bắc.